# Hexatricha pulverulenta
Hexatricha pulverulenta är en skalbaggsart som först beskrevs av John Obadiah Westwood 1845.  Hexatricha pulverulenta ingår i släktet Hexatricha och familjen långhorningar. Inga underarter finns listade i Catalogue of Life.

## Bildgalleri

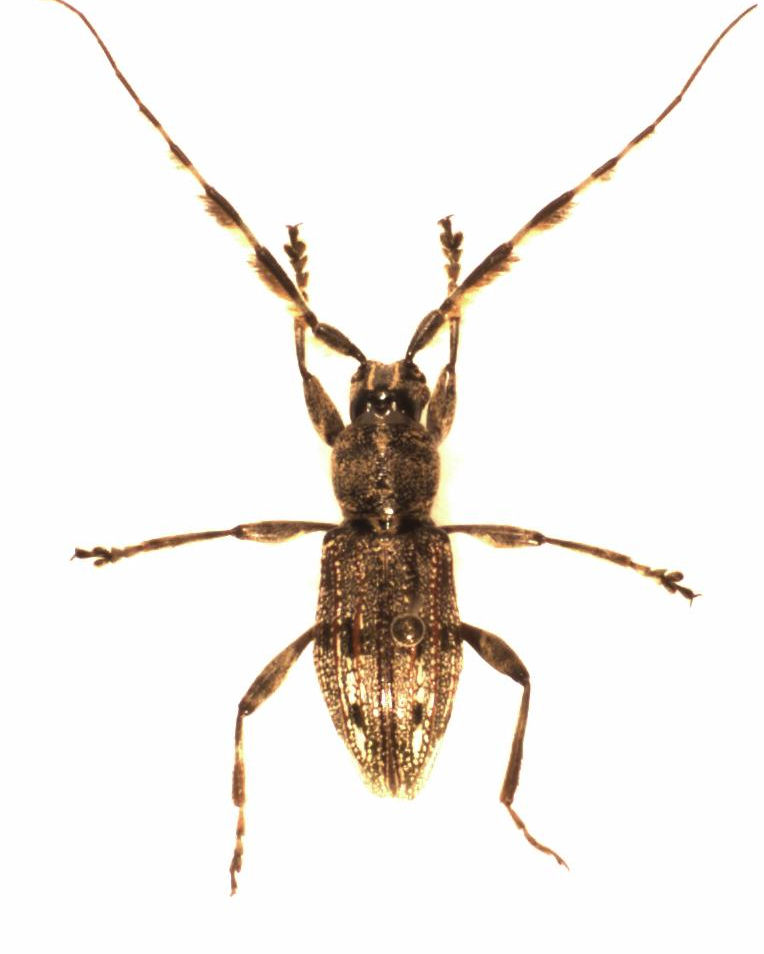